# Tây Á
Tây Á hoặc Tây Nam Á là tiểu vùng cực tây của châu Á. Khái niệm này được sử dụng hạn chế do nó trùng lặp đáng kể với Trung Đông (hay Cận Đông), khác biệt chủ yếu là Tây Á không bao gồm phần lớn Ai Cập song bao gồm Ngoại Kavkaz. Thuật ngữ Tây Á đôi khi được sử dụng cho mục đích nhóm các quốc gia trong thống kê. Tổng dân số của Tây Á  là khoảng 300 triệu người vào năm 2015.

## Phạm vi
Trong một bối cảnh không liên quan, thuật ngữ cũng được sử dụng trong lịch sử cổ đại và khảo cổ học để phân chia vùng Trăng lưỡi liềm Màu mỡ thành các nền văn minh "châu Á" hoặc "Tây Á" khỏi Ai Cập cổ đại. Theo khái niệm địa lý, Tây Á bao gồm Levant, Lưỡng Hà, Tiểu Á (Anatolia), Iran, sơn nguyên Armenia, Ngoại Kavkaz, bán đảo Ả Rập cùng bán đảo Sinai, do đó Ai Cập là một quốc gia liên lục địa. Thuật ngữ "Tây Á" hầu hết được sử dụng trong phân chia các quốc gia có chủ quyền đương đại thành một số khu vực nhằm mục đích thống kê, song đôi khi nó được sử dụng thay cho thuật ngữ có tính địa chính trị cao hơn là "Trung Đông".
Thuật ngữ được sử dụng theo cách thực dụng và không có định nghĩa "chính xác" hay là đồng thuận chung. Theo sổ tay văn phong của Hội địa lý Quốc gia Hoa Kỳ và sách The World Economy: Historical Statistics (2003) của Tổ chức Hợp tác và Phát triển Kinh tế (OECD) thì Tây Á chỉ bao gồm Ả Rập Xê Út, Bahrain, Các Tiểu vương quốc Ả Rập Thống nhất, Iran, Iraq, Israel, Jordan, Kuwait, Liban, Oman, Qatar, các vùng lãnh thổ Palestine (Bờ Tây và Dải Gaza), Syria, Thổ Nhĩ Kỳ và Yemen. Trong khi đó Tổ chức Phát triển Công nghiệp Liên Hợp Quốc (UNIDO) trong niên giám 2015 của họ thì tính đến Armenia và Azerbaijan, và loại trừ Israel (mục khác) và Thổ Nhĩ Kỳ (mục châu Âu). Cơ quan Thống kê Liên Hợp Quốc (UNSD) thì không đưa Iran vào Tây Á song đưa Thổ Nhĩ Kỳ, Gruzia và Síp vào khu vực. Trong phân vùng địa chính trị của Liên Hợp Quốc, Armenia và Gruzia được đưa vào nhóm Đông Âu, còn Síp và vùng Đông Thrace của Thổ Nhĩ Kỳ thì thuộc Nam Âu. Ba quốc gia ở trên được liệt vào hạng mục châu Âu của UNESCO.
Các quốc gia thành viên của các thể chế quản lý thể thao Tây Á hạn chế trong Ả Rập Xê Út, Bahrain, Các Tiểu vương quốc Ả Rập Thống nhất, Iran, Iraq, Jordan, Kuwait, Liban, Syria, Oman, Palestine, Qatar, Syria và Yemen. Đại hội Thể thao Tây Á có các vận động viên đại diện cho mười ba quốc gia này. Trong số các tổ chức thể thao khu vực, có Hiệp hội bóng rổ Tây Á, Liên đoàn bi-a và snooker Tây Á, Liên đoàn bóng đá Tây Á, Liên đoàn quần vợt Tây Á.

## Lịch sử
"Tây Á" được sử dụng với tư cách là thuật ngữ địa lý vào đầu thế kỷ 19, thậm chí từ trước khi "Cận Đông" trở nên thịnh hành với tư cách là một khái niệm địa chính trị. Trong bối cảnh lịch sử thời đại cổ điển, "Tây Á" có nghĩa là bộ phận của châu Á quen thuộc với người Hy Lạp-La Mã cổ đại, trái ngược với phạm vi "Nội Á", tức Scythia, và "Đông Á" là phạm vi cực đông trong kiến thức địa lý của các tác giả Hy-La cổ đại, tức là Transoxania và Ấn Độ.
Trong thế kỷ 20, "Tây Á" được sử dụng để biểu thị một khu vực địa lý gần đúng trong các lĩnh vực khảo cổ học và lịch sử cổ đại, đặc biệt là để làm một từ tắt cho "Trăng lưỡi liềm Màu mỡ ngoại trừ Ai Cập cổ đại" nhằm mục đích so sánh các nền văn minh sơ khởi của Ai Cập và Tây Á.
Việc sử dụng thuật ngữ trong bối cảnh địa chính trị hoặc kinh tế thế giới đương đại dường như có từ thập niên 1960.

## Địa lý
Tây Á nằm ngay phía tây nam của Châu Á, được bao quanh bởi tám biển lớn: Biển Aegea, Biển Đen, Biển Caspi, Vịnh Ba Tư, Biển Ả Rập, Vịnh Aden, Biển Đỏ và Địa Trung Hải. Về phía bắc, khu vực tách biệt với châu Âu qua dãy núi Kavkaz, về phía nam, khu vực tách biệt với châu Phi qua eo Suez, còn ở phía đông thì khu vực liền kề với Trung Á và Nam Á. Các hoang mạc Dasht-e Kavir và Dasht-e Lut tại miền đông Iran là giới hạn tự nhiên của khu vực khỏi phần còn lại của châu Á.
Ba mảng kiến tạo lớn hội tụ tại Tây Á là mảng châu Phi, mảng Á-Âu và mảng Ả Rập. Ranh giới giữa các mảng kiến tạo hình thành đứt đoạn biến tính Azores-Gibraltar, kéo dài qua Bắc Phi, biển Đỏ và đến Iran. Mảng Ả Rập di chuyển về phía bắc vào mảng Anatolia (Thổ Nhĩ Kỳ) tại đứt đoạn Đông Anatolia, và ranh giới giữa mảng Aegea và mảng Anatolia tại miền đông Thổ Nhĩ Kỳ cũng hoạt động về địa chấn.
Một số tầng ngậm nước cung cấp nước cho những phần rộng lớn tại Tây Á. Tại Ả Rập Xê Út, hai tầng ngầm nước lớn có nguồn gốc Đại Cổ sinh và kỷ Tam Điệp nằm bên dưới dãy núi Jabal Tuwayq và khu vực phía tây về phía biển Đỏ. Các tầng ngậm nước có nguồn gốc kỷ Phấn trắng và thế Thủy Tân nằm bên dưới những bộ phận rộng rộng lớn tại miền trung và miền đông Ả Rập Xê Út, bao gồm Wasia và Biyadh có chứa cả nước ngọt và nước mặn. Làm ngập hoặc tưới theo rãnh nước, cũng như các phương thức bình tưới nước, được sử dụng rộng rãi trong tưới nước, bao phủ gần 90.000 km² diện tích đất nông nghiệp khắp Tây Á.
Khu vực Tây Nam Á gồm 20 quốc gia và vùng lãnh thổ. Quốc gia có diện tích lớn nhất là: A-rập-Xê-út. Quốc gia có diện tích nhỏ nhất: Ba-ranh.

### Khí hậu

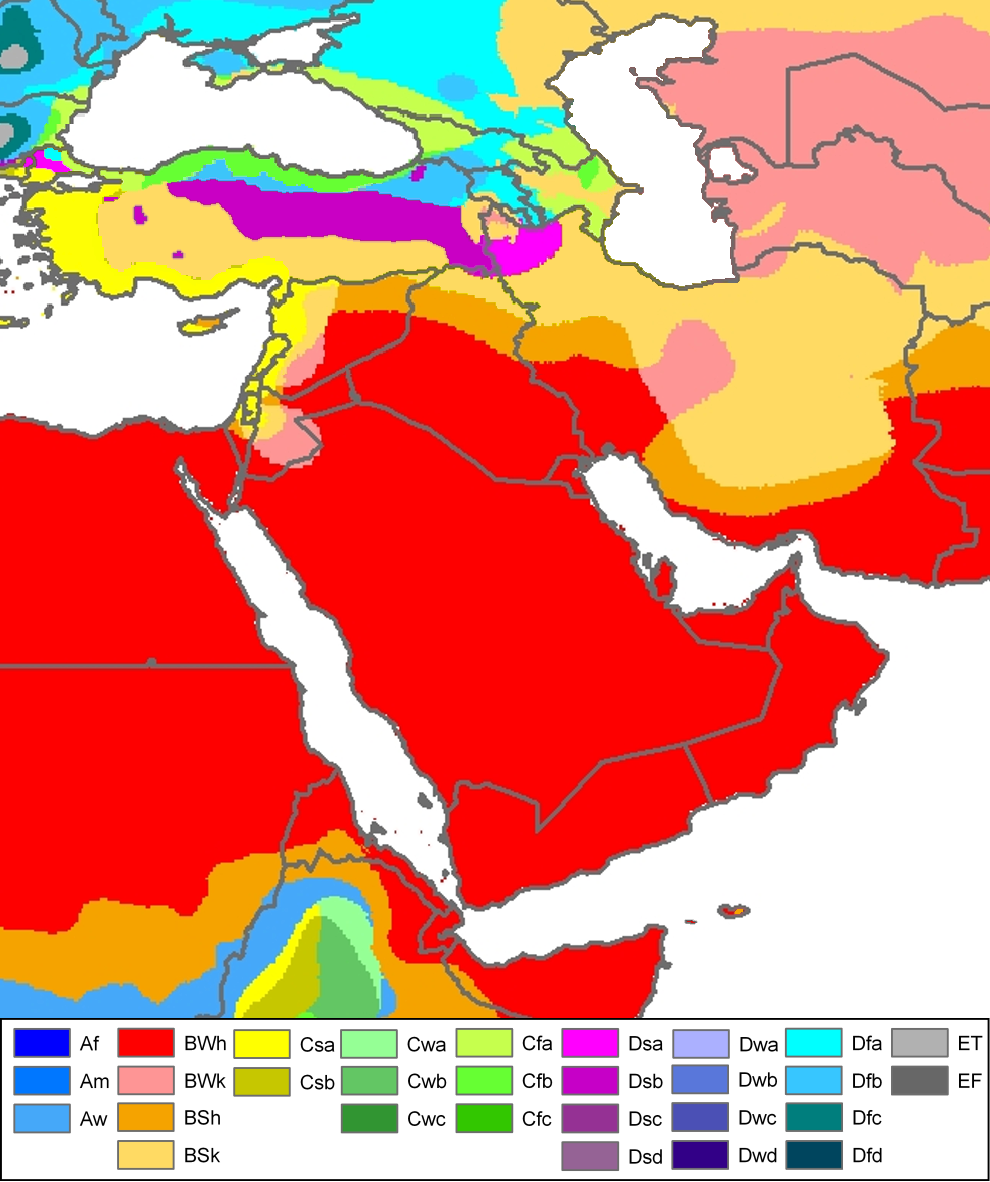
Bản đồ phân loại khí hậu Köppen của Tây Á.

Tây Á chủ yếu có khí hậu khô hạn và bán khô hạn, và có thể phải chịu hạn hán, song cũng có các dải rừng rộng lớn và các thung lũng phì nhiêu. Khu vực gồm có các đồng cỏ, đất chăn thả, hoang mạc và núi. Thiếu hụt nước là một vấn đề tại nhiều nơi của Tây Á, khi mà tăng trưởng dân số nhanh chóng làm tăng nhu cầu sử dụng nước, trong khi nhiễm mặn và ô nhiễm đe doạ việc cung cấp nước. Các sông lớn như Tigris và Euphrates cung cấp nguồn nước tiêu phục vụ cho nông nghiệp.
Tồn tại hai hiện tượng gió tại Tây Á: sharqi và shamal. Sharqi (hay sharki) là gió đến từ phía nam và đông nam, theo mùa từ tháng 4 đến đầu tháng 6 và từ cuối tháng 9 đến tháng 11. Loại gió này khô và bụi, thỉnh thoảng có các cơn gió mạnh lên đến 80 km/h và thường tạo nên các cơn bão cát bụi dữ dội, có thể đưa cát lên cao vài nghìn mét. Các cơn gió này có thể kéo dài cả ngày vào đầu và cuối mùa, và trong vài ngày vào giữa mùa. Shamal là gió tây bắc vào mùa hè, thổi qua Iraq và các quốc gia vịnh Ba Tư, nó thường mạnh vào ban ngày song yếu đi vào ban đêm. Hiệu ứng thời tiết này xảy ra tại bất kỳ nơi nào từ một đến vài lần trong năm.

### Địa hình
Tây Nam Á có các vùng núi rộng, như cao nguyên Anatolia nằm giữa dãy núi Parhar và dãy núi Taurus thuộc Thổ Nhĩ Kỳ. Núi Ararat tại Thổ Nhĩ Kỳ cao đến 5.137 m. Dãy núi Zagros nằm tại Iran, trong khu vực dọc biên giới với Iraq. Cao nguyên Trung tâm của Iran được phân chia thành hai lưu vực. Lưu vực phía bắc là Dasht-e Kavir (hoang mạc muối lớn), còn lưu vực phía nam là Dasht-e-Lut.
Tại Yemen, độ cao vượt 3.700 m tại nhiều nơi, và các vùng cao mở rộng về phía bắc dọc bờ biển Đỏ đến Liban. Một vùng đứt đoạn tồn tại dọc biển Đỏ, có khe hở lục địa tạo ra địa hình giống như máng với các khu vực nằm dưới mực nước biển. biển Chết nằm trên biên giới giữa Bờ Tây, Israel và Jordan, có độ cao 418 m dưới mực nước biển, do đó là điểm thấp nhất trên bề mặt Trái đất.
Rub' al Khali là một trong các sa mạc lớn nhất thế giới, trải trên một phần ba phía nam của bán đảo Ả Rập, thuộc lãnh thổ Ả Rập Xê Út, Oman, Các Tiểu vương quốc Ả Rập Thống nhất và Yemen. Jebel al Akhdar là một dãy núi nhỏ nằm tại đông bắc Oman, giáp vịnh Oman.

## Nhân khẩu
Dân số Tây Á tháng 11/2020 là 300 triệu người. Dự kiến đạt 370 triệu vào năm 2030 theo Maddison (2007; không tính Kavkaz và Síp). Dự kiến này tương ứng với mức tăng trưởng 1,4% mỗi năm, cao hơn mức trung bình thế giới là 0,9% mỗi năm. Dân số Tây Á ước tính chiếm khoảng 4% dân số thế giới, tăng từ con số khoảng 39 triệu hay 2% dân số thế giới vào lúc bắt đầu thế kỷ 20.
Các quốc gia đông dân nhất trong khu vực là Thổ Nhĩ Kỳ và Iran, đều có khoảng 80 triệu dân, tiếp đến là Iraq và Ả Rập Xê Út với khoảng hơn 30 triệu dân.
Các dân tộc chính yếu tại Tây Á là người Ả Rập, Ba Tư và Thổ Nhĩ Kỳ, các ngôn ngữ chiếm ưu thế tương ứng là tiếng Ả Rập, Ba Tư và Thổ Nhĩ Kỳ, mỗi ngôn ngữ có khoảng 70 triệu người nói, tiếp đến là các cộng đồng nói tiếng Kurd, Azerbaijan, Hebrew, Armenia. Ưu thế của tiếng Ả Rập và Thổ Nhĩ Kỳ là kết quả từ các cuộc xâm lấn của người Ả Rập và Thổ vào thời trung đại, bắt đầu là các cuộc chinh phục Hồi giáo vào thế kỷ 7, thay thế các ngôn ngữ Aramic và Hebrew chiếm ưu thế trước đó tại Levant, hay tiếng Hy Lạp tại Anatolia, song Hebrew lại trở thành ngôn ngữ chiếm ưu thế tại Israel, và Aramaic (phần lớn được nói bởi người Assyria) và tiếng Hy Lạp nay vẫn được duy trì với vị thế ngôn ngữ thiểu số.
Các dân tộc thiểu số bản địa khác là Assyria, Druze, Mandea, Maronite, Shabak, Syriac Aramea, Lur và Yezidi.

## Kinh tế
Kinh tế Tây Á đa dạng và khu vực trải qua tăng trưởng kinh tế cao. Thổ Nhĩ Kỳ có nền kinh tế lớn nhất trong khu vực, tiếp đến là Ả Rập Xê Út và Iran. Dầu khí là ngành chính trong kinh tế khu vực, với hơn một nửa trữ lượng dầu mỏ và khoảng 40% khí đốt thiên nhiên của thế giới nằm tại khu vực này.

## Dữ liệu thống kê
| Quốc gia                | Diện tích (km²) | Dân số (2020) | Mật độ dân số (per km²) | Thủ đô           | GDP (2020)      | GDP (2020) | Đơn vị tiền tệ                               | Chính phủ                                         | Ngôn ngữ chính thức                   | Tôn giáo                   | Sắc tộc                        |
| ----------------------- | --------------- | ------------- | ----------------------- | ---------------- | --------------- | ---------- | -------------------------------------------- | ------------------------------------------------- | ------------------------------------- | -------------------------- | ------------------------------ |
| Tiểu Á:                 |                 |               |                         |                  |                 |            |                                              |                                                   |                                       |                            |                                |
| Thổ Nhĩ Kỳ1             | 783,562         | 84,339,000    | 107                     | Ankara           | $788.042 tỷ     | $10,523    | Lira Thổ Nhĩ Kỳ                              | Cộng hoà Tổng thống chế                           | Tiếng Thổ Nhĩ Kỳ                      | Hồi giáo                   | Người Thổ Nhĩ Kỳ               |
| Ngoại Kavkaz:           |                 |               |                         |                  |                 |            |                                              |                                                   |                                       |                            |                                |
| Abkhazia5               | 8,660           | 242,862       | 28                      | Sukhumi          | $500 triệu      | N/A        | Lari Gruzia                                  | Tổng thống chế cộng hoà                           | Tiếng Abkhaz Tiếng Nga                | Chính thống giáo           | Người Abkhaz                   |
| Armenia                 | 29,800          | 2,963,000     | 99                      | Yerevan          | $9.950 tỷ       | $3,033     | Dram Armenia                                 | Tổng thống chế cộng hoà                           | Tiếng Armenia                         | Chính thống giáo           | Người Armenia                  |
| Azerbaijan              | 86,600          | 10,139,100    | 117                     | Baku             | $68.700 tỷ      | $7,439     | Manat Azerbaijan                             | Tổng thống chế cộng hoà                           | Tiếng Azerbaijan                      | Hồi giáo                   | Người Azerbaijan               |
| Gruzia                  | 69,700          | 3,989,000     | 57                      | Tbilisi          | $15.847 tỷ      | $3,523     | Lari Gruzia                                  | Bán tổng thống chế cộng hoà                       | Tiếng Gruzia                          | Chính thống giáo           | Người Gruzia                   |
| Nam Ossetia5            | 3,900           | 53,532        | 13                      | Tskhinvali       | $500 triệu      | N/A        | Lari Gruzia                                  | Tổng thống chế cộng hoà                           | Tiếng Ossetia Tiếng Nga               | Chính thống giáo           | Người Ossetia                  |
| Trăng lưỡi liềm màu mỡ: |                 |               |                         |                  |                 |            |                                              |                                                   |                                       |                            |                                |
| Iraq                    | 438,317         | 40,222,000    | 90.7                    | Baghdad          | $216.044 tỷ     | $6,410     | Dinar Iraq                                   | Cộng hoà đại nghị                                 | Tiếng Ả Rập, Tiếng Kurd               | Hồi giáo                   | Người Ả Rập, Người Kurd        |
| Israel                  | 20,770          | 8,750,600     | 422                     | Jerusalem4       | $353.65 tỷ      | $39,106    | Shekel Israeli                               | Cộng hoà                                          | Tiếng Do Thái, Người Ả Rập            | Do Thái giáo, Hồi giáo     | Người Do Thái, Người Ả Rập     |
| Jordan                  | 92,300          | 10,203,000    | 110                     | Amman            | $30.98 tỷ       | $4,843     | Dinar Jordan                                 | Quân chủ lập hiến                                 | Tiếng Ả Rập                           | Hồi giáo                   | Người Ả Rập                    |
| Liban                   | 10,452          | 6,825,400     | 656                     | Beirut           | $42.519 tỷ      | $10,425    | Lebanese pound                               | Cộng hoà đại nghị                                 | Tiếng Ả Rập                           | Hồi giáo, Cơ Đốc giáo      | Người Ả Rập                    |
| Palestine6              | 6,220           | 5,101,000     | 822                     | Ramallah3        | $6.6 tỷ         | $1,600     | Bảng Ai Cập, Dinar Jordan, Tân Shekel Israel | Bán tổng thống chế cộng hoà                       | Tiếng Ả Rập                           | Hồi giáo                   | Người Ả Rập                    |
| Syria                   | 185,180         | 17,600,600    | 95.1                    | Damascus         | N/A             | N/A        | Bảng Syria                                   | Tổng thống chế                                    | Tiếng Ả Rập                           | Hồi giáo                   | Người Ả Rập                    |
| Rojava, Syria5          | 50,000          |               | N/A                     | Ayn Issa         | N/A             | N/A        | Bảng Syria                                   | Bán dân chủ                                       | Tiếng Kurd, Tiếng Ả Rập, Tiếng Syriac | Hồi giáo                   | Người Ả Rập, Người Kurd        |
| Bán đảo Ả Rập:          |                 |               |                         |                  |                 |            |                                              |                                                   |                                       |                            |                                |
| Bahrain                 | 780             | 1,701,000     | 2,180                   | Manama           | $30.355 tỷ      | $26,368    | Dinar Bahrain                                | Quân chủ lập hiến                                 | Tiếng Ả Rập                           | Hồi giáo                   | Người Ả Rập                    |
| Kuwait                  | 17,820          | 4,370,000     | 245                     | Thành phố Kuwait | $184.540 tỷ     | $48,761    | Dinar Kuwait                                 | Quân chủ lập hiến                                 | Tiếng Ả Rập                           | Hồi giáo                   | Người Ả Rập                    |
| Oman                    | 212,460         | 5,106,000     | 24                      | Muscat           | $78.290 tỷ      | $25,356    | Rial Oman                                    | Quân chủ chuyên chế                               | Tiếng Ả Rập                           | Hồi giáo                   | Người Ả Rập                    |
| Qatar                   | 11,437          | 2,881,000     | 252                     | Doha             | $192.402 tỷ     | $104,756   | Riyal Qatar                                  | Quân chủ chuyên chế                               | Tiếng Ả Rập                           | Hồi giáo                   | Người Ả Rập                    |
| Ả Rập Xê Út             | 2,149,690       | 34,913,000    | 16                      | Riyadh           | $733.956 tỷ     | $25,139    | Riyal Ả Rập Xê Út                            | Quân chủ chuyên chế                               | Tiếng Ả Rập                           | Hồi giáo                   | Người Ả Rập                    |
| UAE                     | 82,880          | 1             | 119                     | Abu Dhabi        | $383.799 tỷ     | $43,774    | Dirham Các tiểu vương quốc Ả Rập thống nhất  | Liên bang Quân chủ lập hiến                       | Tiếng Ả Rập                           | Hồi giáo                   | Người Ả Rập                    |
| Yemen                   | 527,970         | 29,825,000    | 54                      | Sana'a           | $35.05 tỷ       | $1,354     | Rial Yemen                                   | Tổng thống chế lâm thời                           | Tiếng Ả Rập                           | Hồi giáo                   | Người Ả Rập                    |
| Sơn nguyên Iran:        |                 |               |                         |                  |                 |            |                                              |                                                   |                                       |                            |                                |
| Iran                    | 1,648,195       | 84,504,000    | 52.8                    | Tehran           | $548.590 tỷ     | $7,207     | Rial Iran                                    | Cộng hoà Hồi giáo                                 | Tiếng Ba Tư                           | Hồi giáo                   | Người Ba Tư                    |
| Địa Trung Hải:          |                 |               |                         |                  |                 |            |                                              |                                                   |                                       |                            |                                |
| Akrotiri và Dhekelia 7  | 254             | 15,700        | 61.9                    | Episkopi         | N/A             | N/A        | Euro                                         | Lãnh thổ phụ thuộc của Anh dưới Quân chủ lập hiến | Tiếng Anh                             | Cơ Đốc giáo                |                                |
| Síp (Trừ Bắc Síp)       | 5,895           | 893,274       | 151                     | Nicosia          | $22.995 billion | $26,377    | Euro                                         | Tổng thống chế                                    | Tiếng Hy Lạp, Tiếng Thổ Nhĩ Kỳ        | Chính thống giáo, Hồi giáo | Người Hy Lạp, Người Thổ Nhĩ Kỳ |
| Bắc Síp5                | 3,355           | 313,626       | 93                      | Bắc Nicosia      | $4.032 tỷ       | $15,109    | Lira Thổ Nhĩ Kỳ                              | Bán tổng thống chế                                | Tiếng Thổ Nhĩ Kỳ                      | Hồi giáo                   | Người Thổ Nhĩ Kỳ               |
| Bán đảo Sinai:          |                 |               |                         |                  |                 |            |                                              |                                                   |                                       |                            |                                |
| Ai Cập 2                | 60,000          | 850,000       | 82                      | Cairo            | $262.26 tỷ      | $3,179     | Bảng Ai Cập                                  | Bán tổng thống chế                                | Tiếng Ả Rập                           | Hồi giáo                   | Người Ả Rập                    |
|                         |                 |               |                         |                  |                 |            |                                              |                                                   |                                       |                            |                                |

Ghi chú:
1 Số liệu của Thổ Nhĩ Kỳ bao gồm Đông Thrace (phần Đông Nam Âu, là vùng không thuộc Tiểu Á.

2 Số liệu dân số và diện tích của Ai Cập chỉ tính Bán đảo Sinai.

3 Ramallah là vị trí thực tế của chính phủ, song thủ đô yêu sách của Palestine là Jerusalem, vốn đanh bị tranh chấp.

4 Jerusalem là thủ đô theo yêu sách của Israel và là vị trí thực tế của Knesset, Toà án Tối cao Israel. Do tình trạng tranh chấp, toàn bộ các đại sứ quán đặt tại Tel Aviv.

5 Không được công nhận

6 Quan sát viên LHQ

7 Lãnh thổ hải ngoại thuộc Anh